# ProQuest
ProQuest LLC è una casa editrice digitale statunitense ubicata ad Ann Arbor, nel Michigan.
ProQuest pubblica ebook e microfilmati destinati a università, scuole, imprese pubbliche, società e biblioteche di tutto il mondo. Le informazioni sono principalmente attinte da banche dati bibliografiche di fonti tra loro eterogenee, quali: giornali, riviste, collezioni storiche, archivi culturali, tesi di dottorato e banche dati aggregate. È stato stimato che ProQuest ospitasse pù di 125 miliardi di pagine web digitali, alle quali è possibile accedere attraverso i gateway Internet delle biblioteche, il sito aziendale ovvero iscrivendosi ad altre piattaforme di ricerca come CSA Illumina, Dialog, Datastar, Chadwyck- Healey, eLibrary e SIRS. L'edizione in microfilm è realizzata con il marchio UMI.
ProQuest ha fatto parte per lungo tempo del Cambridge Information Group, un gruppo privato statunitense che possiede società editoriali e istituti di istruzione e che fu fondato nel 1971 da Robert N. Snyder e Philip E. Hixon a Bethesda, nel Maryland. Nel dicembre 2021 la casa editrice è stata acquistata per 5,3 miliardi di dollari da Clarivate, la quale ha motivato l'operazione di acquisizione con l'intento di integrare i prodotti di ProQuest in Web of Science.

## Storia
Nel 1930, Eugene Power conseguì il Master in Business Administration MBA presso la Ross School of Business dell'Università del Michigan. Otto anni più tardi, fondò la University Microfilms, un'azienda che aviò un progetto di preservazione digitale delle opere del British Museum in forma di microfilmati. Per crearsi un'altra nicchia di mercato, nel '39 iniziarono agli studenti di dottorato la possibilità di pubblicare la propria tesi in forma di microfilmato, un'alternativa più economica rispetto alla stampa tradizionale.
Via via che il business dei microfilmati cresceva dimensionalmente, l'azienda estese tale servizio a giornali e periodici. Quando ProQuest arrivò ad aver collezionato più di 3 milioni di tesi di dottorato all'interno di ProQuest Dissertations and Theses, divenne ufficialmente il repository esterno della Biblioteca del Congresso.
Vaughn Davis Bornet, che all'epoca era un dottorando in storia all'Università di Stanford, scrisse due articoli sull'argomento intitolati Doctoral Dissertations and the Stream of Scholarship e Microfilm Publication of Doctoral Dissertations.
Nell'autobiografia intitolata Edition of One, Power racconta in dettaglio lo sviluppo dell'azienda, incluso il modo in cui i microfilm universitari aiutarono il lavoro dell'Ufficio dei servizi strategici (OSS) durante la Seconda Guerra Mondiale, principalmente nella microfilmatura di mappe e giornali europei, resi "trasportabili" in qualsiasi località estera, in un modo più economico e che garantiva una maggiore discrezione.
Dal 1962 indicizza giornali, riviste e periodici pubblicati in Gran Bretagna e nei Paesi anglofoni nella British Humanities Index.
A cavallo degli anni '70 e '80, la Xerox fu proprietaria dell'azienda, che cambiò più volte il proprio nome da University Microfilms a Xerox University Microfilms, a University Microfilms International, quindi abbreviato in UMI. Nel 1985, la Xerox rilevò l'azienda dalla Bell & Howell.

Negli anni '80, la UMI iniziò a produrre CD-ROM che contenevano basi di conoscenza con gli abstract degli articoli e indici dei periodici. Poiché le connessioni via modem Internet erano lente e costose, risultava più pratico inviare regolarmente i CD-ROM alle biblioteche abbonate, che provvedevano poi ad installare i dischi su PC dedicati. Il marchio ProQuest fu utilizzato per la prima volta per i database salvati su CD-ROM. Nel 1995, fu lanciato il servizio online chiamato ProQuest Direct, in seguito abbreviato in ProQuest. I database bibliografici erano venduti principalmente a scuole, università e biblioteche.
Nel '98, la società annunciò la Digital Vault Initiative, che si proponeva di includere 5,5 miliardi di immagini digitalizzate da microfilm UMI, che comprendevano alcune delle migliori copie digitali esistenti dei principali quotidiani pubblicati nei 100-150 anni precedenti, nonché i primi libri pubblicati in lingua inglese del XV secolo.
Nel '99, il nome della società divenne Bell & Howell Information and Learning, due anni più tardi, ProQuest Information and Learning, mentre Bell & Howell fu ribattezzata ProQuest Company.
Nel frattempo, ProQuest aveva acquisito la Chadwyck-Healey, una delle prime casa produttrici di microfilm ad aver realizzato CD-ROM con banche dati constabili in modalità full-text, laddove i concorrenti si limitavano a riportare l'abstract e gli estremi bibliografici degli articoli e delle riviste. Proquest divenne proprietaria della sede operativa di Cambridgem che dava lavoro a più di oltre 100 persone e che divenne la base per una sostanziale espansione all'estero.
A seguito di una serie di acquisizioni fra il 2000 e il 2004 (Norman Ross Publishing, bigchalk.com, Copley Publishing Group., la SEC accusò ProQuest di aver sistematicamente alterato le risultanze contabili del proprio reddito netto nei bilanci successivi al 2000, inclusi i primi tre trimestri dell'anno fiscale 2005, sovrastimando del 31% gli utili al lordo delle imposte (per complessivi 129,9 milioni di dollari). Nel 2008, i direttori finanziari della Voyager Learning Company e della ProQuest chiarirono la loro posizione "senza ammettere o smentire le accuse della SEC".
Nel 2006, ProQuest Company cedette la controllata ProQuest Information and Learning alla Cambridge Information Group, proprietaria di R.R. Bowker.)
ProQuest Information and Learning
Nel 2007, ProQuest Information and Learning e CSA formarono ProQuest CSA, in seguito divenuto ProQuest LLC.
L'anno successivo, ProQuest acquisì da Thomson Reuters Dialog, un'importante società di database online, nonché la piena proprietà di RefWorks, un gestore delle citazioni basato sul web di cui deteneva un pacchetto a partire dal 2001. RefWorks venne fusa con le attività di COS per formare RefWorks/COS.
Nel 2010, ProQuest acquisì da LexisNexis la proprietà della Congressional Information Service (CIS), titolare di una delle raccolte online più esaustive al mondo di contenuti legislativi e di atorevoli lavori statistici, e l'University Publications of America (UPA), che aveva curato varie serie di approfonditi studi storici. Il materiale includeva prodotti digitali e un vasto archivio di microfilm che ProQuest aveva in progetto di convertire in formati elettronici ricercabili.
Nel 2011, ProQuest acquisì Ebrary, una collezione digitale di oltre 170.000 monografie accademiche, consultabili online in modalità testo integrale. Due anni dopo, ProQuest incorporò anche Ebook Library (EBL), nell'intento di integrare Ebrary ed EBL in un'unica piattaforma di e-book
Nel 2014, ProQuest ha acquisito Pi2 Solutions, una società privata specializzata in sistemi Drug Safety Triager (DST) e Product Literature Database (PLD) per l'industria biofarmaceutica, integrandone il sistema informativo col legacy aziendale ProQuest Dialog. 

L'anno successivo, entrarono a far parte del perimetro aziendale anche SiPX e Coutts Information Services, comprendente la piattaforma MyiLibrary ed un sistema di estrazione e filtro delle informazioni online (OASIS).
Pochi mesi dopo la compravendita dell'Ex Libris, ProQuest rivolse le proprie attenzioni commerciali all'Alexander Street Press, un fornitore di video ed e-book in streaming, comprandone le attività a giugno del 2016.